# Kabinett Altmeier VI
Das Kabinett Altmeier VI war das achte Kabinett der Landesregierung des Landes Rheinland-Pfalz nach dem Zweiten Weltkrieg. Es begann am 18. Mai 1967 und wurde vom Kabinett Kohl I abgelöst.

## Landesregierung
| Amt                                 | Name                                          | Partei | Partei |
| ----------------------------------- | --------------------------------------------- | ------ | ------ |
| Ministerpräsident                   | Peter Altmeier                                |        | CDU    |
| Inneres                             | August Wolters                                |        | CDU    |
| Justiz                              | Fritz Schneider                               |        | FDP    |
| Finanzen und Wiederaufbau           | Hermann Eicher                                |        | FDP    |
| Unterricht und Kultus               | Bernhard Vogel                                |        | CDU    |
| Landwirtschaft, Weinbau und Forsten | Oskar Stübinger bis 30. April 1968 Otto Meyer |        | CDU    |
| Wirtschaft und Verkehr              | Hanns Neubauer                                |        | CDU    |
| Soziales                            | Heiner Geißler                                |        | CDU    |

## Zum Kontext
Altmeier (* 1899) war seit Juli 1947 Ministerpräsident von Rheinland-Pfalz.
Seit März 1966 war nicht mehr Altmeier CDU-Landesvorsitzender, sondern Helmut Kohl. Die Parteidelegierten hatten fast einstimmig beschlossen dass Kohl „zu gegebener Zeit“ Ministerpräsident werden solle.
Altmeier musste nach innerparteilichem Druck eine Kabinettsliste akzeptieren, die fast nur Kohl-Mitstreiter enthielt; sie waren ähnlich jung wie Kohl (* 1930).